# Rhamdia
Rhamdia — рід риб з родини Гептаптерові ряду сомоподібних. Має 26 видів.

## Опис
Загальна довжина представників цього роду коливається від 3 до 47 см. Голова широка, помірно велика, сплощена трохи зверху. Очі невеличкі. Є 3 пари вусів, найдовшими є вуси на верхній щелепі або з кутів рота. Тулуб масивний або стрункий, кремезний. Спинний плавець високо піднятий, з короткою основою. Мають отруйну спинну колючку. Жировий плавець низький, доволі довгий. Грудні плавці витягнуті, трохи широкі. Анальний плавець дещо широкий, з короткою основою. Хвостовий плавець розрізаний, з широкими лопатями.

## Спосіб життя
Населяють різні біотопи, але найпоширеніший — це невеликі річки і струмки (неглибокі) з піщаним або мулистим дном. Також низка видів зустрічається лише у печерних водоймах. Воліють до слабкої течії та дна, що вкрите опалим листям і корчами. Тут вони переховуються вдень. Полюють на здобич вночі. Живляться безхребетними і рибою.

## Розповсюдження
Мешкають у водоймах від Мексики до центральної частини Аргентини.

## Види
- Rhamdia argentina
- Rhamdia branneri
- Rhamdia cinerascens
- Rhamdia enfurnada
- Rhamdia foina
- Rhamdia guasarensis
- Rhamdia guatemalensis
- Rhamdia humilis
- Rhamdia itacaiunas
- Rhamdia jequitinhonha
- Rhamdia laluchensis
- Rhamdia laticauda
- Rhamdia laukidi
- Rhamdia macuspanensis
- Rhamdia muelleri
- Rhamdia nicaraguensis
- Rhamdia parryi
- Rhamdia poeyi
- Rhamdia quelen
- Rhamdia reddelli
- Rhamdia saijaensis
- Rhamdia schomburgkii
- Rhamdia velifer
- Rhamdia voulezi
- Rhamdia xetequepeque
- Rhamdia zongolicensis